# Jean et Jacquelin de Montluçon
Jean et Jacquelin de Montluçon dit aussi de Molisson, sont les chefs d'un atelier de peinture actif à Bourges de 1461 à 1505. On conserve des manuscrits enluminés par l'atelier ainsi que des panneaux sur bois. 

## Biographies des deux peintres

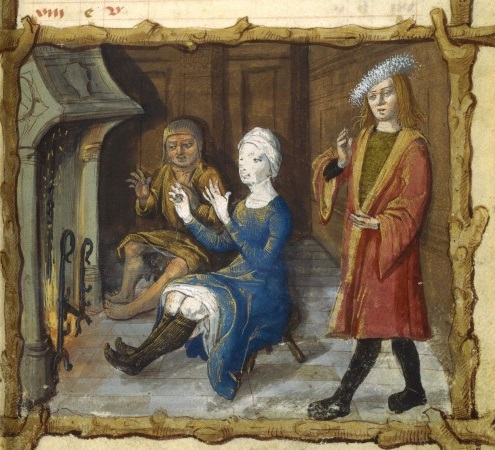
Le repos près du feu, Heures de Chappes, Jean de Montluçon. BnF.

### Jean de Montluçon
Jean Raoul est sans doute né vers 1417 à Montluçon, ville natale qui lui a donné son surnom. Il est déjà installé à Bourges en 1461 alors qu'il est employé aux décorations réalisées pour les funérailles du roi Charles VII et dirigées par Jacob de Lichtemont, peintre officiel du roi. Installé dans la ville, il semble mener une vie confortable, apparaissant dans les archives locales à de nombreuses reprises pour de nombreuses peintures héraldiques réalisées à l'occasion de cérémonies ou pour des polychromies de statues. Jean est marié à Louise Debrielle, la fille d'un notaire de la ville, il possède trois maisons et un vignoble. Il est installé non loin d'un autre peintre enlumineur résident à Bourges, Jean Colombe, qui termine Les Très Riches Heures du duc de Berry dans la ville vers 1484-1485. L'activité d'enlumineur de Jean n'est attestée que pour le manuscrit des Heures de Chappes sur lesquelles apparaissent, fait exceptionnel, sa signature. Il meurt en 1494. 

### Jacquelin de Montluçon
Jacquelin, son fils, est né à Bourges en 1463 et y est mort en 1505. Il est signalé à Tours en 1483 mais retourne réaliser les Heures de Monypenny en 1485-1490 dans sa ville natale. Il prend la suite de son père à la tête de son atelier à sa mort en 1494. Il réalise les mêmes types de tâches que son père, mais aussi d'autres plus originales comme le patron des jetons de comptabilité de la municipalité de Bourges. Il séjourne aussi sans doute en Savoie vers 1496 et 1498, période pendant laquelle il peint le retable des Antonites de Chambéry dont il signe l'un des panneaux.

## Style
Jean et Jacquelin se distinguent de Jean Fouquet et Jean Colombe par un style plus brutal. Il se caractérise par de nombreux personnages entassés dans des décors architecturaux fantastiques un peu lourds. Jean a tendance à représenter ses personnages à mi-corps, en gros plan. Son fils reprend ces caractéristiques avec une plus grande intensité dans la luminosité et dans l'expression des personnages.

## Œuvre

### Manuscrits attribués et père et au fils
- Heures de Renée de Bourbon-Vendôme (fille de Jean VIII de Bourbon-Vendôme), 1480-1485, 107 folios, 31 grandes miniatures et 35 petites, en collaboration avec Jean Colombe et 2 autres collaborateurs anonymes, passées en vente chez Artcurial le 28 mars 2023 (lot 19)[3]
- Heures de Chappes, vers 1490 , bibliothèque de l'Arsenal, Ms 438. Une miniature (f.74) comporte la signature de Jean.
- Missel franciscain, vers 1490, enluminé par Jean de Montluçon et Jean Colombe, bibliothèque municipale de Lyon, ms.514.
- Bréviaire de Monypenny, 822 folios, vers 1485-1490 pour Guillaume de Monypenny, 109 miniatures dont cinquante en pleine page, avec une miniature comportant la signature de Jacquelin (f.766), en collaboration avec le Maître de Monypenny, coll. part., passé en vente chez Sotheby's le 19 juin 1989 (lot 3031)[4],[5].
- Heures à l'usage de Rome de la Ferrières de Presle, vers 1490, Cotsen Children’s Library, Université de Princeton, Ms Q 46825 (atelier).
- Livre d'heure à l'usage de Rome, vers 1500, Bibliothèque nationale de France,  NAL 3116 (entourage de Jean de Montluçon en collaboration avec le Maître de Spencer 6)[6].
- Livre d'heures, en collaboration avec le Maître de Spencer 6, Bibliothèque municipale de Lyon, ms.5141.
- Heures de Bouer, à l'usage de Bourges, en collaboration avec le Maître de Spencer 6, bibliothèque de l'Université de Leeds, Brotherton Collection MS 8[7], attribuées par Katja Airaksinen-Monier[8] mais constestées par Frédéric Elsig qui y voit plutot le Maître de Monypenny[5].
- Heures Vanderlbilt, 7 grandes miniatures et 23 petites, Bibliothèque Beinecke de livres rares et manuscrits, Université Yale, Ms.436[9],[10]
- Livre d'heures, Bibliothèque municipale de Grenoble, Ms.1011[11],[12]
- Missel franciscain, vers 1485-1490, initiales, en collaboration avec Jean Colombe et le Maître du Romuléon, Bibliothèque municipale de Lyon, ms.514[13]
- Livre d'heures, portrait du propriétaire par Jacquelin (f.13v.), calendrier par Jean, Einsiedeln Stiftstbibliothek, Cod.641/1080

### Panneaux attribués

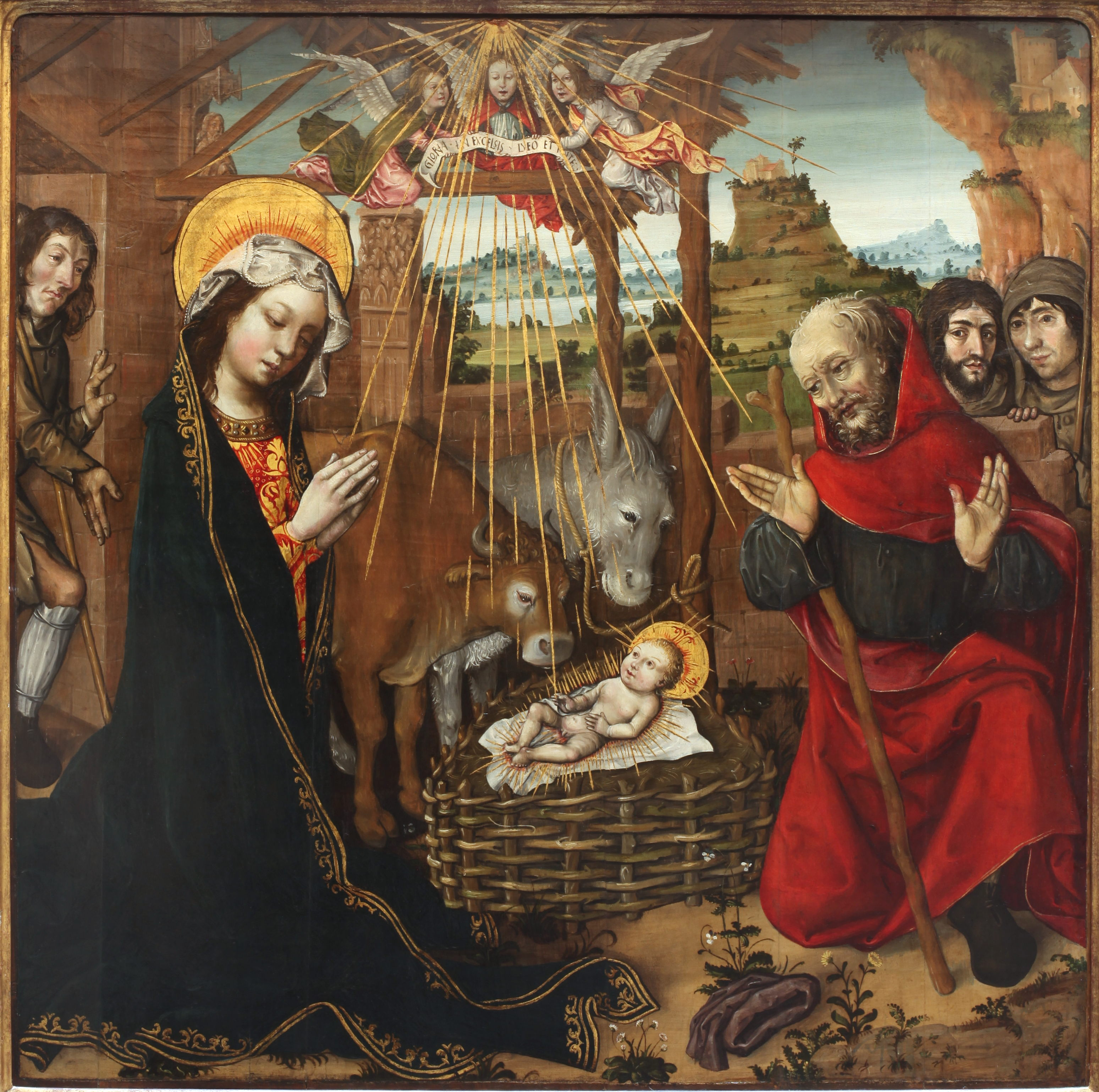
L'Adoration de l'enfant, retable des Antonites de Chambéry

- Vie de la Vierge, 7 panneaux représentant Joachim rencontrant sainte Anne, la Nativité de la Vierge, l'Annonciation, la sybille annonçant la venue de la Vierge, la Présentation de Jésus au temple, Assomption, le Donateur et saint Michel attribué à Jean ou Jacquelin, église Notre-Dame de Montluçon[14], attribution constestée par Frédéric Elsig[5].
- Retable des Antonites de Chambéry, attribué à Jacquelin, vers 1496/1497,
  - Deux panneaux au musée des beaux-arts de Lyon (un double face : L'Annonciation et La Résurrection de Lazare, ce dernier panneau comporte sa signature[15]
- L'Adoration des bergers, au musée des Beaux-arts de Lyon[16] avec autrefois au revers un Repas chez Simon le Pharisien, (Nicosie, Fondation Leventis (en)[17]), 
  - Un panneau double face au musée des beaux-arts de Chambéry (Le Christ aux limbes et au revers Le martyre de Sainte Catherine)[18],
  - Un panneau double face au Victoria and Albert Museum (Résurrection du Christ et Martyre de sainte Barbe)[19],[20]
- La Cène, peinte par un certain Godefroy en 1482, Jacquelin aurait ajouté deux personnages (Saint Jean Baptiste et sainte Catherine) vers 1496, Musée des beaux-arts de Chambéry, M 917[21],[5]
- Apparition du Christ, vers 1485-1490, musée d'art sacré du Gard, Pont-Saint-Esprit[5]
- Diptyque de dévotion, Vierge et Christ, vers 1480-1485, collection particulière non localisée, passé en vente à la galerie Charpentier à Paris en novembre 1956[5].

### Vitraux

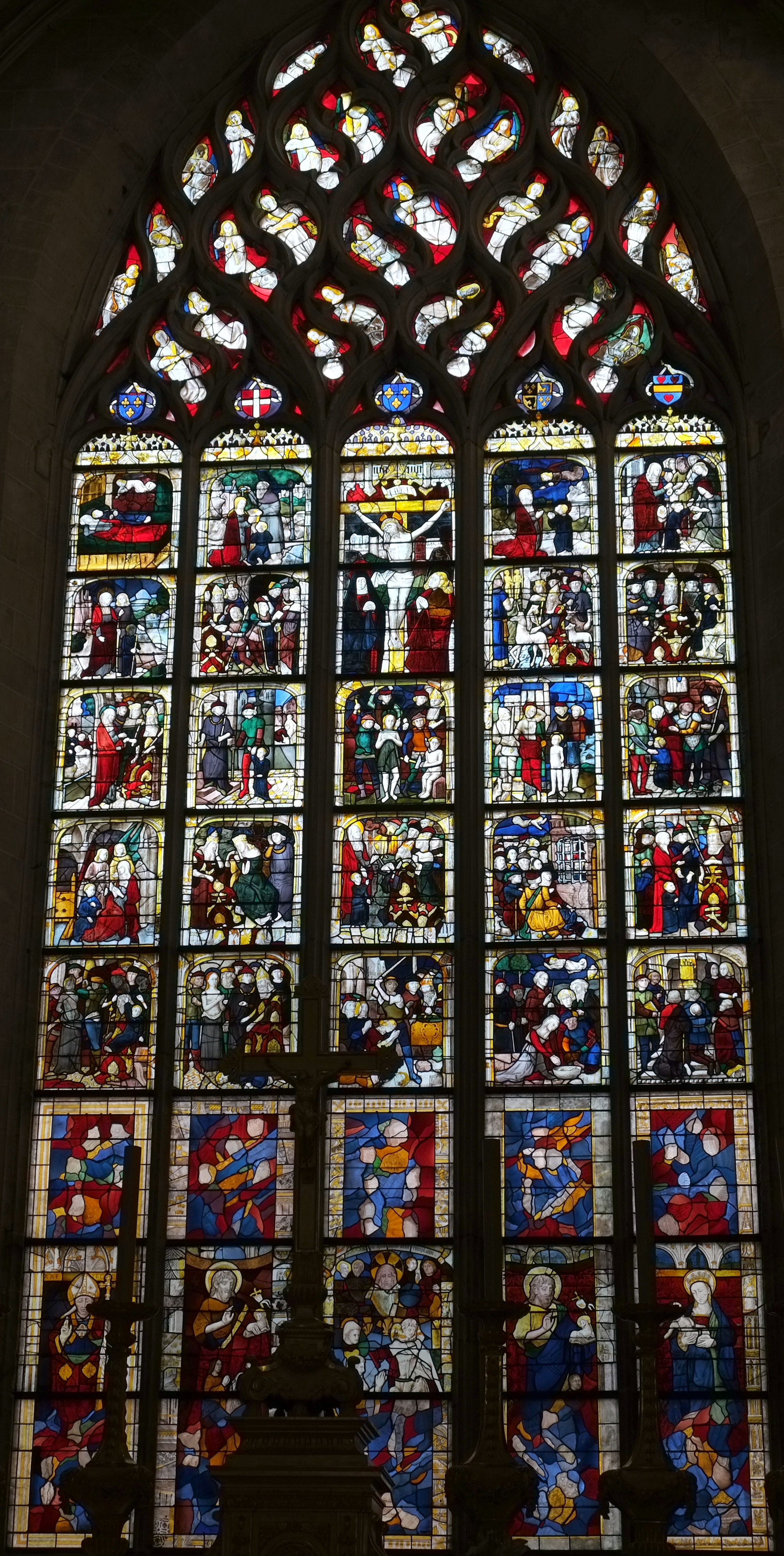
Verrière de saint Cyr et sainte Julitte, église Saint-Cyr d'Issoudun.

Plusieurs documents mettent Jacquelin en lien avec la fabrication de vitraux. Il participe à la réalisation des vitraux de la maison de ville de Bourges vers 1491-1492 puis vers 1499-1502 (aujourd'hui disparus). Ces documents font penser qu'il pourrait avoir, outre la fourniture de patron, peint directement sur le verre. Plusieurs vitraux lui sont attribués.
- Vitrail de saint Jean Baptiste, baie 5, années 1490, église Notre-Dame de Bourges[22]
- Vitrail de saint Charlemagne, baie 8, chapelle Saint-Roch d'Issoudun[23]
- Verrière de saint Cyr et sainte Julitte, église Saint-Cyr d'Issoudun[24]
- Tête du Christ du tympan du vitrail de l'église Saint-Georges de Saint-Jeanvrin[25]